# Cederstams gård

Cederstams gård är en gård i Hedemora, Dalarnas län. Den ursprungliga gården på platsen fanns med redan på stadskartorna från 1642 och 1669. Den nuvarande gården är en av få bevarade gårdar från tiden före stadsbranden 1754.
Huvudbyggnaden är troligen från 1700-talet och byggd av liggtimmer i en och en halv våning, som reveterats. Grunden är cementputsad sten, och taket består av trapetskorrugerad plåt.
Gårdens bevarade källarbod/härbre är troligen från tidigt 1600-tal, baserat bland annat på trubbgåten i dörren. Även nyckelhålsbeslaget, vars trekantiga form var vanlig under första halvan av 1600-talet. Gångjärnsbeslaget på uthusets dörr är försett med dubbla, bakåtvridna ändar. Sådana beslag förekommer redan på 1500-talet, såsom i Åselbyloftet i Borlänge, men är vanligast under 1600-talets första hälft. Under detta uthus finns dubbla källarvalv, slagna med hårdbränt tegel. Härbret har inklädda knutar, medan källarboden har laxknut.
Ett andra uthus på gården, uppfört på 1800-talet, användes ursprungligen som bagar- och tvättstuga. På gården finns även en lekstuga från sekelskiftet 1900, samt ett garage som tillkom senare.